# Урфол
Урфол (VI век) — бретонский святой.
Урфол — святой ранней Арморики. Согласно преданию, он родился в поместье Ланнриу (Lannriou) в Ландузане (Landouzan) в приходе Дреннека в начале VI века и получил религиозное образование в монастыре Ак (Ack). Его мать, Риванон (Rivanone), была сестрой святого Ривоаре (Rivoare),, а святой Урфол был дядей святого Эрве. Также его братом был святой Риванон (Riwanon). Святой Урфол, как сообщается, жил отшельником в лесу Дунан (Дуна по-бретонски означает «глубокий»), который простирался от Сен-Ренана до Плувьена, возможно, на месте нынешней коммуны Бург-Блан, вероятно, на месте часовни Святого Урфольда. Он жил вдали от общества и своей семьи ради покаяния и созерцания. По словам Альберта Великого, это был «характер редкой святости и учёности, которая осталась в небольшом монастыре в архидиаконии Ак».
Его племянник, святой Эрве, через откровение узнал о смерти святого Урфола и отправился в молельню своего дяди. Он распростёрся в молитве и в это время почва так сильно тряслась, что все, кто был с ним, были брошены на землю. Земля разверзлась, и из этого отверстия вышло приятное благоухание. Святой Эрве, благодаря этому чуду обретший могилу своего дяди, убрал её камнями, и это место вскоре стало местом чудес. Это было, безусловно, началом почитания, с которым по сей день обращаются к святому Урфолу.
В городке Бург-Блан имеется часовня, освящённая в честь святого Урфола.